# Jugoslávská liga ledního hokeje 1977/1978
Sezóna 1977/1978 byla 36. sezónou Jugoslávské ligy ledního hokeje. Vítězem se stal tým HK Jesenice.

## Konečná tabulka
1. HK Jesenice
2. HK Olimpija Ljubljana
3. KHL Medveščak
4. HK Kranjska Gora